# Sinfonieorchester Lienz
Das Sinfonieorchester Lienz (SOL), früher Stadtorchester Lienz, ist das Sinfonieorchester der Stadt Lienz in Osttirol. Es wurde 1946/1947 gegründet, setzt sich aus professionellen und semiprofessionellen Musikern aus Osttirol, Kärnten und Südtirol zusammen und veranstaltet mehrere Orchesterkonzerte im Jahr.

## Geschichte
Der ursprüngliche Verein „Lienzer Chor- und Orchestervereinigung“ wurde im Winter 1946/47 gegründet. Das erste Konzert, bei dem J. Haydns Oratorium „Die Schöpfung“ aufgeführt wurde und auch im Radio ausgestrahlt wurde, war ein so großer Erfolg, dass man damals entschied, das Orchester als ständige Einrichtung im Bezirk weiterzuführen. Seit 2019 tritt das Orchester unter dem neuen Namen „Sinfonieorchester Lienz“ auf.

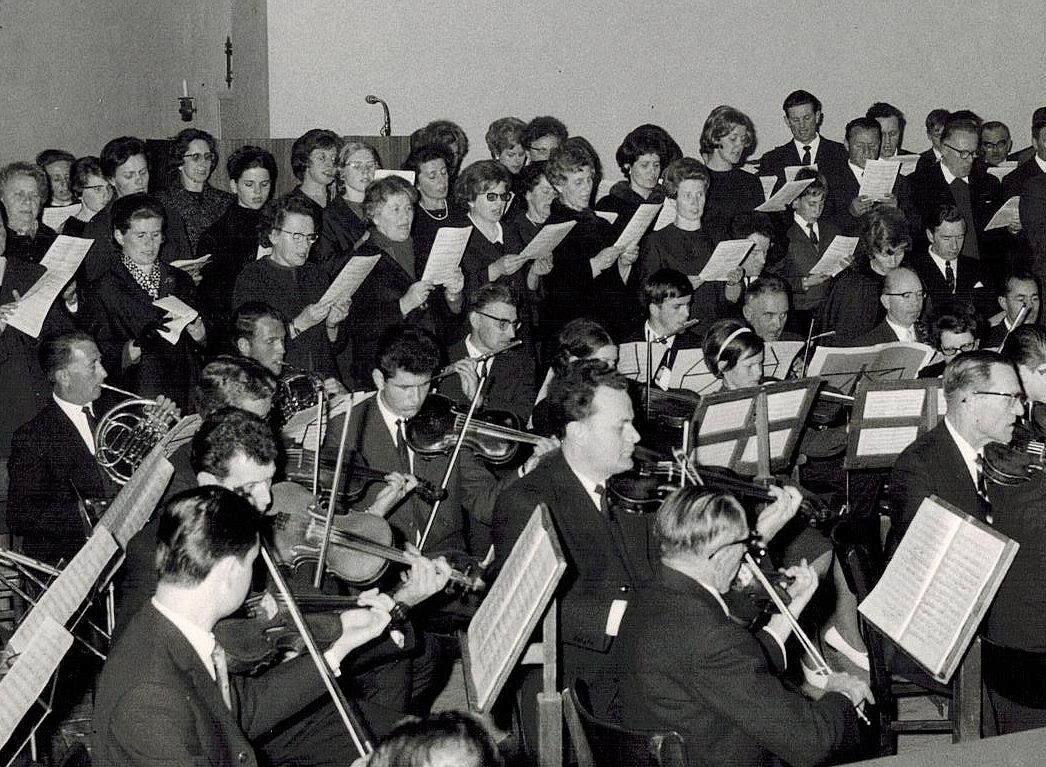
Das Orchester bei seinem ersten Auftritt 1946

## Orchester
Das Orchester ist ein fixer Bestandteil im Lienzer Kulturleben und im weiten Umkreis bis Oberkärnten und Südtirol der einzige Verein, der es sich zur Aufgabe gemacht hat, symphonische Literatur in seiner originalen Form zu pflegen und wiederzugeben. Als Verein organisiert, zählt das Sinfonieorchester Lienz bereits über 100 Mitglieder.

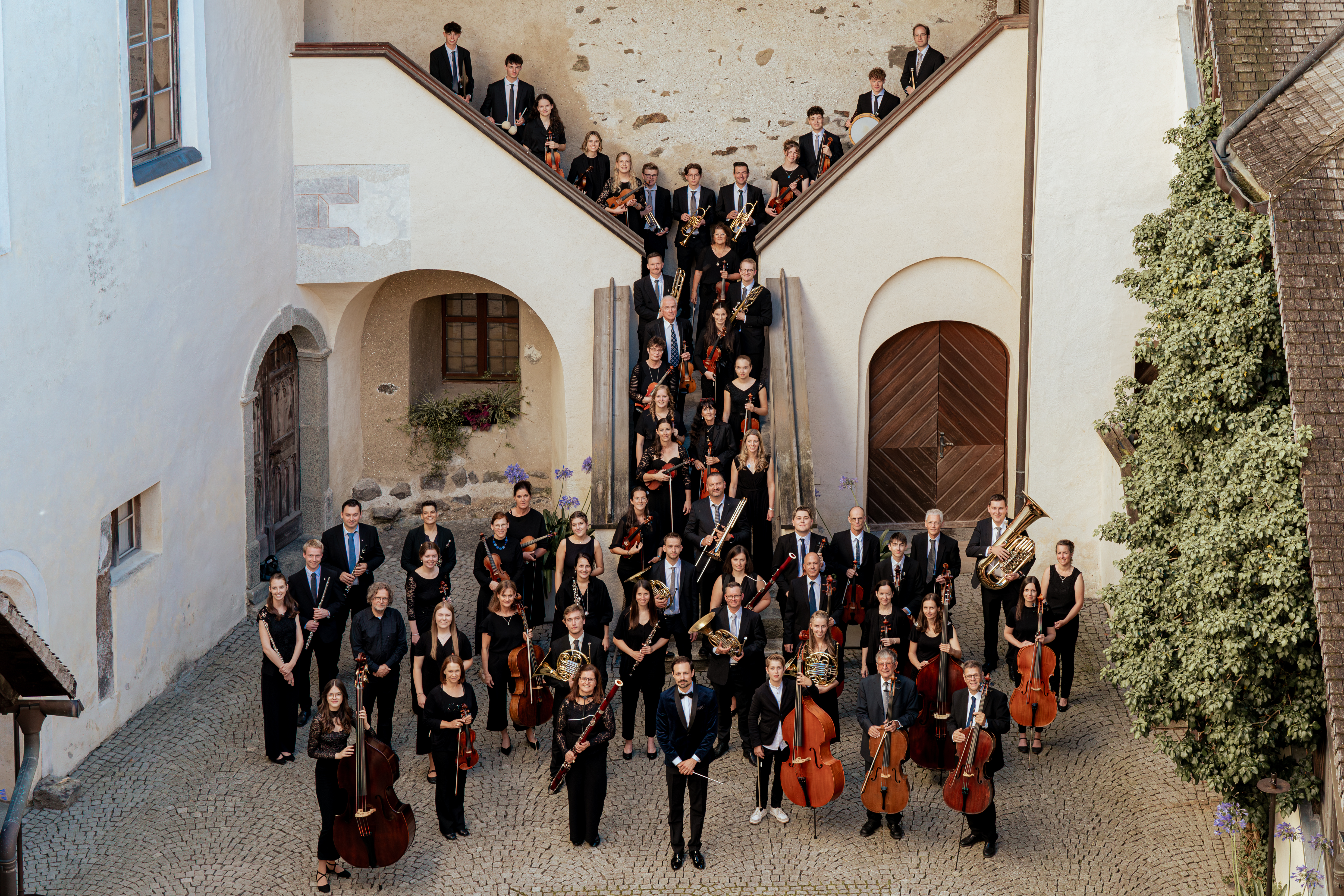
Das Sinfonieorchester Lienz 2023

Bis zu 70 Musiker wirken je Projekt mit. Jährlich veranstaltet das Orchester mehrere große Orchesterkonzerte mit Werken aus den unterschiedlichsten Musikepochen.
Das Sinfonieorchester Lienz tritt auch regelmäßig mit angesehenen Solisten auf. Zu den Künstlern zählen Gabriela Hrzenjak (Sopran), Dmitry Ablogin (Klavier), Paul Kropfitsch (Violine), Andreas Mattersberger, Carole Dawn Reinhart (Trompete), Rudolf Leopold (Violoncello), Alexander Janiczek (Violine), Georgi Latso (Klavier), Günther Pichler (Violine), Ulfried Haselsteiner (Tenor), Frederikke Kampmann (Sopran), Bryan Benner (Bariton), Christoph Zimper (Klarinette), u. a.

## Dirigenten
Das Sinfonieorchester Lienz stand im Laufe seiner Geschichte unter der Leitung zahlreicher Dirigenten.
- Karl Schmidt (1948–1951)
- Otto Sertl (1951–1957)
- Rudolf Plato (1958–1969)
- Karl Schmidt (1970–1977)
- Martin Dirk Wartha (1977–1995)
- Hans Pircher (1995–2002)
- Walter Kirchmair (2002–2004)
- Andreas Untersteiner (2004–2012)
- Gerald Mair (seit 2012)

Seit 2012 steht Gerald Mair am Pult des Lienzer Klangkörpers. Zuvor wirkte er als Kontrabassist im Orchester mit.

## Sommernachtskonzert
Seit 2012 veranstaltet das Sinfonieorchester Lienz jährlich im August ein Konzert unter freiem Himmel. Während das erste Konzert noch am Lienzer Hauptplatz stattfand, dient seit 2013 die Kulisse des Schloss Bruck als Veranstaltungsort. Das Konzertprogramm gestaltet sich vielseitig und abwechslungsreich. Bei freiem Eintritt möchte das Orchester die klassische Musik einem breiten Publikum zugänglich machen. Das Sommernachtskonzert findet in Kooperation mit dem Lions Club Lienz statt, wodurch sich das SOL auch für wohltätige Zwecke im Bezirk Osttirol engagiert.

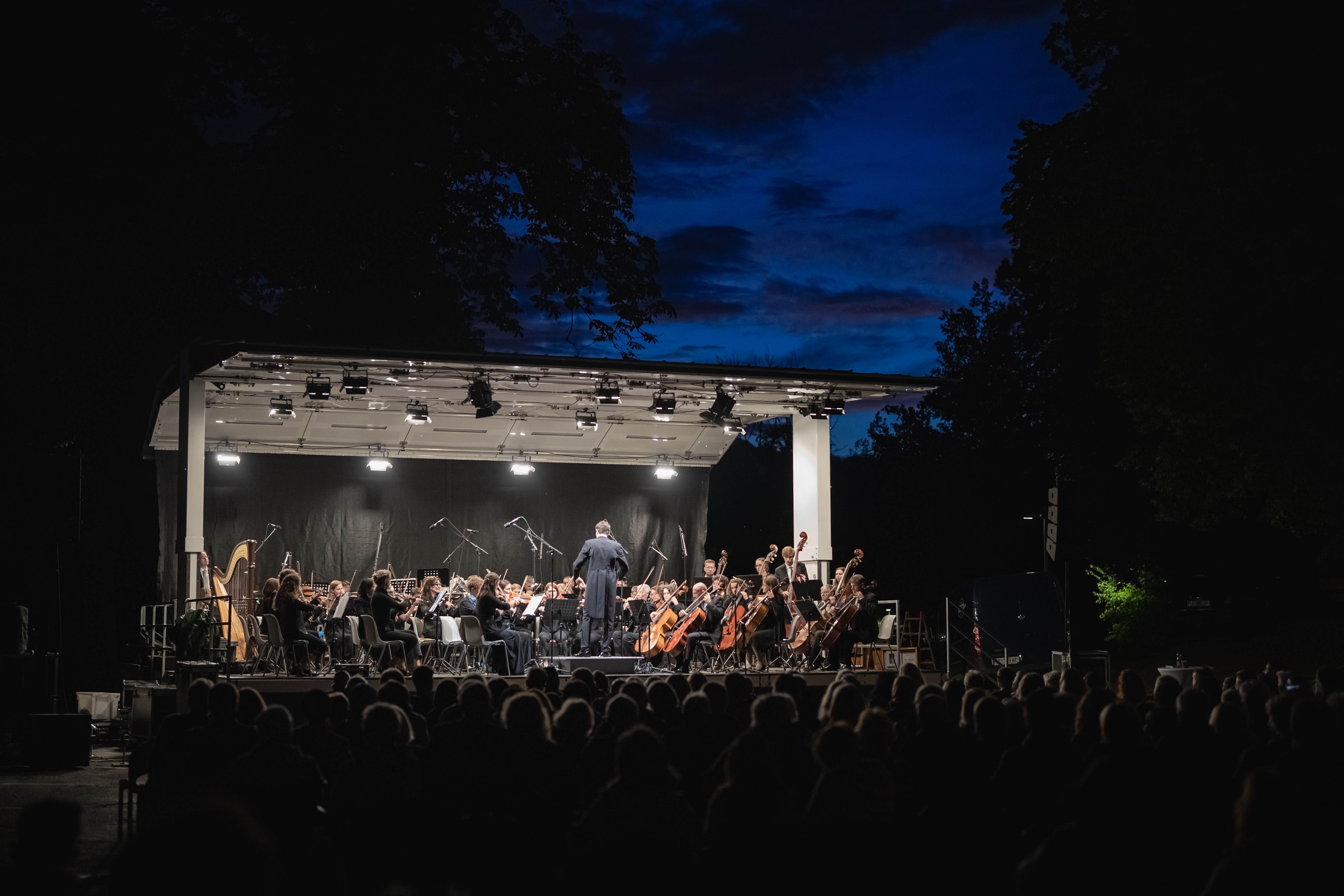
Sommernachtskonzert des Sinfonieorchesters Lienz